# Zbigniew Osiński (1926–2001)
Zbigniew Osiński (ur. 1 stycznia 1926 w Kutnie, zm. 26 czerwca 2001 w Warszawie) – polski uczony, specjalista w dziedzinie mechaniki, budowy maszyn i teorii drgań.

## Życiorys
Od 1942 do 1944 walczył w szeregach Armii Krajowej. Po zakończeniu II wojny światowej rozpoczął studia na Wydziale Mechanicznym Politechniki Łódzkiej, podczas nauki od 1947 był asystentem. W 1950 uzyskał stopień magistra inżyniera i podjął pracę w przemyśle lotniczym jako konstruktor, początkowo w Lotniczych Warsztatach Doświadczalnych w Łodzi, a następnie w Wytwórni Sprzętu Komunikacyjnego Warszawa-Okęcie, równocześnie rozpoczął pracę naukową na Politechnice Warszawskiej. W 1956 zrezygnował z pracy konstruktora i został adiunktem w Zakładzie Badania Drgań Polskiej Akademii Nauk, w 1959 obronił doktorat na Wydziale Komunikacji Politechniki Warszawskiej. W 1962 habilitował się z nieliniowego tłumienia drgań w dynamice maszyn, rok później został docentem w Katedrze Maszynoznawstwa i Elementów Maszyn PW, a w 1965 został kierownikiem tej katedry. W 1969 został profesorem nadzwyczajnym, objął wówczas funkcję dyrektora Instytutu Konstrukcji Maszyn na Wydziale Maszyn Roboczych i Pojazdów Politechniki Warszawskiej. Od 1969 do 1971 był prodziekanem Wydziału Maszyn Roboczych i Pojazdów Politechniki Warszawskiej. W 1970 zorganizował, a następnie przez wiele lat był dyrektorem Instytutu Podstaw Budowy Maszyn Ρolitechniki Warszawskiej, od 1973 przez pięć lat był prorektorem Politechniki. Od 1973 przez cztery lata był wiceprzewodniczącym Zarządu Głównego Polskiego Towarzystwa Mechaniki Teoretycznej i Stosowanej, w 1976 został profesorem zwyczajnym. W 1996 został uhonorowany tytułem doktora honoris causa Akademii Górniczo-Hutniczej, a w 1998 Politechniki Łódzkiej.
Pochowany na cmentarzu Powązkowskim w Warszawie (kw.187, rząd 5, grób 27).
Dorobek naukowy obejmuje ponad 230 artykułów, podręczników i monografii, do najważniejszych zaliczane są:
- Teoria drgań (1978),
- Tłumienie drgań mechanicznych (1979),
- Mechanika ogólna (1996),
- Tłumienie drgań (1997),
- Damping of vibration (1998),
- Ogólne równanie mechaniki (2000)[3].

## Członkostwo
- Komitet Mechaniki i Komitet Budowy Maszyn Polskiej Akademii Nauk,
- Rada Główna Nauki, Szkolnictwa Wyższego i Techniki,
- Komitet Badań Naukowych,
- Centralna Komisja ds. Tytułu Naukowego i Stopni Naukowych,
- Towarzystwo Naukowe Warszawskie,
- Akademia Inżynierska w Polsce.

## Odznaczenia
- Krzyż Kawalerski Orderu Odrodzenia Polski,
- Krzyż Oficerski Orderu Odrodzenia Polski,
- Krzyż Komandorski Orderu Odrodzenia Polski,
- Medal Komisji Edukacji Narodowej,
- Złota odznaka "Zasłużony dla Politechniki Warszawskiej",
- 17 nagród Ministra Edukacji Narodowej.